# Василије Лалошевић
Василије Лалошевић (Бар, 1962) јесте црногорски новинар и политичар, актуелни министар спорта и младих Владе Црне Горе.

## Биографија
Рођен је 1962. године у Бару. Дипломирани је журналиста и некадашњи новинар, као и дугогодишњи народни посланик. Био је вршилац дужности директора Управе за спорт и младе.
Скупштина Црне Горе га је 28. априла 2022. године изабрала за министра спорта и младих у Влади Дритана Абазовића.